# The Hottie and the Nottie
A Gostosa e a Gosmenta (The Hottie and the Nottie) é um filme estadunidense de 2008, do gênero comédia romântica, estrelado pela atriz e cantora Paris Hilton, Joel David Moore, Christine Lakin, e Johann Urb. O filme foi filmado em janeiro de 2007, foi escrito por Heidi Ferrer (Dawson's Creek), e dirigido por Tom Putnam (Shafted).

## Sinopse
Paris Hilton vive Cristabelle Abbott, uma moça que desperta a paixão do amigo de infância Nate Cooper (Joel Moore). Mas ela não aceita namorar com ele até que encontre o homem perfeito para sua melhor amiga, que não é nada bonita.

## Elenco
- Paris Hilton como Cristabel Abbott.
- Joel David Moore como Nate Cooper.
- Christine Lakin como June Phigg.
- Greg Wilson como Arno Blount.
- Ron Brownlee como Sra. Blount
- Johann Urb como Johann Wulrich.
- Scott Prendergast como Randy - O perseguidor albino.
- Karley Scott Collins como Jovem Cristabel Abbott.
- Caleb Guss como Jovem Nate Cooper.
- Kurt Doss como Jovem Arno Blount.
- Alessandra Daniele como Jovem June Phigg.